# Chóra (Pátmos)
Pour les articles homonymes, voir Chóra (homonymie).
Chóra (grec moderne : Χώρα) est une localité située dans le dème de Pátmos, dans le district régional de Kálymnos, dans la périphérie d'Égée-Méridionale, en Grèce.
Selon le recensement de 2021, elle compte 612 habitants.